# Thomas von Münch
Johann Thomas von Münch (* 14. oder 24. Februar 1723 in Augsburg; † 25. Februar 1758 ebenda) war ein deutscher Adliger und Jurist. Er war Assessor am Stadtgericht Augsburg, Herr auf Schloss Aystetten, Schloss Filseck und Mühringen.

## Biographie

### Familie
Thomas von Münch war ein Sohn des Augsburger Bankiers Christian I. von Münch und seiner Ehefrau Anna Barbara, geb. von Rauner. Er heiratete in Augsburg am 29. Mai 1752 Rosina Elisabeth von Rauner, eine Tochter des Benedict von Rauner, Handelsherr und Silberjuwelier in Augsburg, und seiner Ehefrau Elisabeth Magdalena, geb. von Greif. Aus der Ehe gingen ein Sohn und eine Tochter hervor.
Münchs Witwe heiratete am 22. Januar 1759 Johann Thomas von Rauner, Oberkirchenpflegepräsident und Administrator des Sankt Annakollegiums in Augsburg.

### Ausbildung und Beruf
Nach dem Besuch des Gymnasiums in Augsburg wurde Münch im Jahr 1737 zur weiteren Ausbildung in das Pädagogium Halle aufgenommen. Fünf Jahre später immatrikulierte er sich an der Universität Halle. Von dort wechselte er 1744 an die Universität Göttingen und 1746 an die Universität Straßburg. Im Jahr 1751 wurde Münch Assessor am Stadtgericht Augsburg.

### Grundbesitzer
Christian I. von Münch hatte seine Schlösser und Güter Aystetten, Filseck und die Herrschaft Hohenmühringen und Niedermühringen als Fideikommiss seinen männlichen Nachkommen hinterlassen. Da Thomas von Münch bereits im Jahr nach seinem Vater starb, ist unbekannt, welche Bedeutung diese für ihn hatten.

## Porträt
- Johann Jacob Haid: Johann Thomas von Münch. In: Digitaler Portraitindex, abgerufen am 21. Juli 2017 (deutsch).
- Johann Jacob Haid: Johann Thomas von Münch. In: Tripota, abgerufen am 21. Juli 2017 (deutsch).